# 仙劍奇俠傳五
《仙劍奇俠傳五》（簡稱“仙劍五”），是仙剑奇侠传系列的第六代作品，是由仙劍之父——姚壯憲領軍的軟星科技（北京）有限公司所製作的一款華人PC角色扮演遊戲。本作的主題為「心願」。《仙劍奇俠傳五》虽使用與《仙劍奇俠傳四》相同的遊戲引擎RenderWare製作，但畫面素质较之却有很大的提升。劇情年代定為《仙劍奇俠傳三》故事88年後、《仙劍奇俠傳三外傳·問情篇》70年後、《仙劍奇俠傳》初代38年後、《仙劍奇俠傳二》30年後。
本作之简体中文版并非与其他大宇游戏一样是由寰宇之星代理，而是由北京百游汇通网络技术有限公司（简称百游）取得代理权。2011年7月7日，该作于兩岸同步上市。2017年8月，本作与《仙剑奇侠传四》一同上架到Steam平台，而其解锁开售的时间则由原定的8月28日延后至9月12日。
本作漫画版由原游戏人设师IP君执笔，于《天漫》杂志2011年10月号起连载。
本作的iOS版名为《劍傲丹楓》，为“即時觸控戰鬥模式”，同时支持iPad和iPhone系统。

## 人物介紹

### 主角
| 姓名   | 台湾版配音 | 大陆版配音 | 人物介绍 |
| ------ | ---------- | ---------- | --- |
| 姜云凡 | 李世揚     | 姜广涛     | 開朗樂天，機靈好動，充滿正義感。 |
| 唐雨柔 | 傅其慧     | 季冠霖     | 其父亲是唐海(本名唐風)。溫柔善良，氣質優雅。 幼年因一次地牢折磨，缺水少食，险些丧命。从未来回魂仙梦赶来的姜云凡砍碎女娲石，蜀山七圣用其中一块碎片（血玉）的灵力维系了唐雨柔的生命二十年之久，才有机会真正结识姜云凡。最后因血玉灵力消失，唐雨柔肉身也随之殒灭，但魂魄依旧陪伴姜云凡。 名字源於二十五年前夏侯瑾軒的兩句詩「雨色輕風意，柔情憐花殤」，雕刻在姜世離送給歐陽倩的玉笛上。日後歐陽倩又轉贈給了當時淨天教無天尊者唐海以祝福他剛出生的女兒。唐海的妻子對玉笛上詩詞甚是喜歡，因而取兩句詩的首字－「雨柔」為女兒命名。 |
| 龍幽   | 賀宇傑     | 张杰       | 龍溟的弟弟，能力超群，性格浪蕩，魔族的人，雖然200歲，但看起來像20歲。 |
| 小蛮   | 詹雅菁     | 乔诗语     | 嬌蠻任性。16歲，155cm，具女媧族血統。 |

### 主要势力

#### 蜀山仙劍派
簡稱蜀山派。
- 蜀山七圣。七聖雖然性情迥然，但同懷一顆除妖濟世的俠義之心。千里御劍，斬妖除魔；蜀山劍仙，再現江湖。

| 名称 | 台湾版配音 | 大陆版配音 | 执掌宫殿 | 简介                                     |
| ---- | ---------- | ---------- | -------- | ---------------------------------------- |
| 太武 | 夏治世     | 李立宏     | 天樞宮   | 蜀山掌門，為人剛直，嫉惡如仇。           |
| 青石 | 李景唐     | 王凯       | 天璇宮   | 目不視物，精通棋藝，行事謹慎。           |
| 一贫 | 宋克軍     | 宣晓鸣     | 天璣宮   | 本名：李逍遙，性情落拓不羈，好酒，重情。 |
| 玉書 | 林谷珍     | 轻薄的假相 | 天權宮   | 卷不離手，藏書包羅萬象。                 |
| 草谷 | 龍顯蕙     | 郝幽玥     | 玉衡宮   | 貌似女童，精於醫理。                     |
| 鐵筆 | 林谷珍     | 张磊       | 開陽宮   | 為人豪爽，喜好書法。                     |
| 凌音 | 王瑞芹     | 白雪岑     | 瑤光宮   | 外冷內柔，精通音律。                     |

- 凌波（台灣配音：汪世瑋；大陆配音：白雪岑）：凌音的姐姐，龙溟的恋人。

#### 净天教
- 姜世离（台灣配音：李世揚；大陆配音：凌云）：本名姜承,原為歐陽英弟子,姜云凡生父，淨天教教主，妻子是欧阳倩。
原是孤兒，為歐陽英在一次冬季的狩獵中於野外尋獲，身上只有一個繡著「姜」字的布包著，及一塊花樣奇異的金屬牌。歐陽英將其帶回折剑山庄收養作為歐陽世家的四弟子，取名為姜承。為人沉穩內斂，做事認真，不愛多說話，但內在不乏細膩之處。對師傅歐陽英非常尊敬，同時自己也深得歐陽英的信任。在外遊歷時因故结识了唐海。
因為不擅交際，而被大多數同門弟子疏遠，又因和歐陽二小姐歐陽倩關係親密，更遭到同門眾多弟子的嫉妒。之後不幸被心怀妒忌的同门师兄弟陷害，被迫离開山庄，更因為自己身上的魔族血脈而被四大世家追殺，成為人所不容的武林公敵。使他心灰意冷的捨棄姜承之名，改自稱為姜世離。
之後決意面對自己身上所流的魔族血脈，於是建立了净天教，专收流浪在人界无依无靠的魔族，教派逐渐发展壮大。
但是净天教后来被魔翳利用，企图打通人魔两界封印以便魔族霸占人界，而姜世离此时也受到蛊惑，逐渐将教派引入歧途，直至引来四大家族与蜀山派攻陷覆天顶剿灭净天教。蜀山七圣利用三神器的阵法把姜世离封印于女娲血石中二十年之久。
后在姜云凡的努力下，以唐雨柔的牺牲为代价，姜世离打破封印。而此时得知欧阳倩早已死去的姜世离怒火中烧，发誓要向蜀山派复仇，不日便率领重建的净天教攻进蜀山。而此时，儿子姜云凡站出来阻止他并与他激战，期间意外地打开了人魔两界的封印。而此时魔翳出现，告诉姜世离所有真相，他才明白自己一直受人利用。最后姜世离衝向魔翳召唤出的湮世穹兵，与其同归于尽。（但游戏剧情又暗示姜世离可能还活着）
二十五年前，在歐陽英成為武林盟主後所舉辦的第一次品劍大會，姜承被派遣帶領一些弟子前往明洲邀請夏侯家門主，於夏侯府中見到幼年玩伴夏侯瑾軒，在他的提議下與其和賣藝少女瑕、江湖浪人謝蒼行四人先行前往折剑山庄，因而展開了一段即將改變他們命運的旅程。
- 毒影（台灣配音：石采薇；大陆配音：王博）：淨天教八部尊者之一，擅使蠱毒的綠髮女子。本名為「結蘿」，傾心於血手。
- 血手（台灣配音：梁興昌；大陆配音：严明）：淨天教八部尊者之一，本名「厲岩」，對主上忠心。

#### 四大世家
欧阳
- 歐陽倩（台灣配音：許淑嬪；大陆配音：李世荣）：姜世离之妻，姜云凡的生母。
- 歐陽慧（台灣配音：許淑嬪；大陆配音：谷放冰）：歐陽倩的妹妹，歐陽家三小姐。現任歐陽世家掌門。
- 歐陽英（台灣配音：吳文民；大陆配音：郭政建）：欧阳家族前掌门，姜云凡的外祖父。
- 歐陽斌（台灣配音：何志威）

皇甫
- 皇甫卓（台灣配音：吳文民；大陆配音：宝木中阳）

上官
- 上官信
- 玉嬌紅（台灣配音：詹雅菁；大陆配音：金燕）
- 上官雅（台灣配音：黃天佑；大陆配音：赵震）

夏侯
- 夏侯茗（大陆配音：严明）
- 夏侯琳

#### 夜叉族
- 龙溟：龙幽的兄长，夜叉族先王。
- 魔翳（大陆配音：陈浩）：魔界夜叉族摄政王。净天教八部尊者之一的枯木。仙劍五大魔頭。

### 其他角色
- 黄山三怪

- 墨甲師（台灣配音：袁光麟；大陆版配音：郭政建）：黄山三怪老大，貪財，擅長機關術。
- 酒肉童（台灣配音：梁興昌；大陆版配音：张磊）：黄山三怪老二，貪吃，事事都聽大哥和三妹的。
- 鏡花姑（台灣配音：王瑞芹；大陆版配音：郝幽玥）：黄山三怪老三，自以為美豔無雙。

- 唐海（台灣配音：王希華；大陆版配音：张震）：唐雨柔的父親。原名唐風，江湖中人又稱「小孟嘗」，與魔君姜世離(姜承)是在少年時代就結識的摯友，在姜世離(姜承)號召半魔、魔族聚其麾下，據地生存時認同其保護族人之心念，便成為淨天教八部尊者之一，稱號「無天」，與枯木為淨天教兩大軍師。因多次勸言姜世離(姜承)勿忘當日創教之念，兼之發覺枯木對淨天教另有圖謀故將其刺殺，導致姜世離更加疏遠並身陷牢籠，後蒙蜀山草谷道長幫助，讓女兒依靠血玉得以維繫生命。
- 夏孤临：剑灵，与林未央感情颇深。
- 岚翼（台灣配音：汪世瑋）：風靈，負責鎮守仙竹林。
- 戾枭：随姜世离出现的妖兽。
- 执宿、疚业：魔翳的两大护法。
- 林未央（台灣配音：馬君珮；大陆版配音：李世榮）：為尋找長離劍而來到開封的少女。
- 殷其雷（台灣配音：袁光麟；大陆版配音：张遥函）：姜雲凡的義父。狂風寨大寨主。
- 方永思（台灣配音：夏治世）
- 海棠（台灣配音：汪世瑋；大陆版配音：张凯）：執掌巫月神殿，小蠻的師父，深爱一贫却始终不能如愿。
- 炎舞：火靈，負責鎮守九黎祠。
- 羽裳（台灣配音：石采薇；大陆版配音：唐小喜）：鳥妖。與身為人類的祝有涯相戀。
- 祝有涯（台灣配音：黃天佑）：羽裳的丈夫，违抗母亲的心意执意与妖成婚。

## 故事情节

### 主剧情
遠古的血族，如今再度覺醒。人性與魔心、宿命與血緣、道義與愛情、當這些同時擺在面前，該如何抉擇？千年的封印，連接兩界的神魔之井成為震動六界的焦點，眾人的命運逐漸交織在一起。 
四個身負不同秘密的人相遇、相識、相知，原本平淡的生活漸起波瀾。事情的真相往往並非肉眼能夠看清，為了所愛的人，即便萬劫不復也絕不回頭。當不得不面對殘酷的現實時，唯有堅持心中的信念，但求能無悔此生，來世再續仙緣。

### DLC

#### 魔灵幻象
于2011年8月19日公布，无剧情内容，只是增加了少许道具和一个夜晚蜀山的场景，同时正式开放了视角解锁功能。该DLC随正版游戏免费赠送。

#### 暮雨今夕
本DLC于2011年10月24日发布，新增一段与姜云凡和唐雨柔有关的剧情。
其大陆版本需要付费购买（人民币一元），但台湾版本则免费提供。

#### 前尘若梦
剧情主要关于四位主角的往事，依此分为「云凡篇」、“雨柔篇”、“龙幽篇”和“小蛮篇”。 该DLC在大陆售价仍为人民币一元，在台湾售价为15新台币。

## 系統

游戏主界面

### 战斗
本作采用回合制作为战斗机制。队伍中最多可同时有3人出场战斗。如队伍人数多于3人，则超出3人的部分会自动成为后备队员。在最初的版本中，队伍在战斗时不可换人，后在1.04版本中加入了换人功能。 
与前作《仙剑奇侠传四》相似，角色中的“精”，“神”可以通过招式或者道具回复，而“气”则只能靠战斗积累，且固定上限为100点，不随等级的提升而提升。若角色死亡，“气”的数值将归零。
不同于前作的是，在本作中如果战斗失败，可以立即决定是否重新挑战，若重新挑战，则自动回复到战前状态让玩家再尝试挑战一次；若决定放弃，才会出现“胜败乃兵家常事，大侠请重新来过”的画面。

### 符咒
本作的符咒共分为斗符，护符，咒符和灵符共4大类。不同种类的符咒，其适用范围也不同。部分符咒可以贴在武器或防具上，以给它们附加额外能力。
本作中所有仙术也均需要通过使用相应符咒来开启。

### 炼化
即合成系统。开启后可利用合成界面以及收集到的合成配方合成各种恢复类物品、武器或防具。一些特殊的符咒也需要經由合成获得。

### 防盗机制
仙五的客户端安装程序官方网站免费提供下载，但用户需要获得一个驗證码来啟動游戏，以达到正版验证之目的。驗證方式分两种，一种是“在线啟動”（要求用户接入網路），另外一种是“离线啟動”（离线啟動目前只用于在中国大陆发行的，版本号为1.06或以下的简体中文版）。，且运行游戏时不需要放置CD验证。

### 全程语音
由於越来越多的国产游戏提供全程语音，本作之制作团队也邀请了配音演员，对本作之主线剧情进行全程配音。该作的全程语音不在最初的游戏版本就直接上线，而在后期通过网路下载的形式放出。全程配音将分为中國大陸配音和台湾配音两种版本，中國大陸配音由光合积木配音组负责完成。大宇资讯也于2011年6月3日公开了台版配音的幕后花絮。配音于2011年8月19日开放给正版用户免费下载。

## 音乐
本作配乐由吴欣叡、曾志豪完成，数字版原声带共收录81首曲目。四首主题曲《少年情》、《心愿》、《情蛊》、《惜双双》均由陳依婷演唱。

## 发行
2011年4月12日，本作之中国大陆代理商百游发布公告，宣布开放本作的正式官方网站，并进一步透露，将于同月28日召开签约发布会。二日后百游再度发布公告，透露将在此次签约发布会上公布本作上市的时间。
同年5月19日，台湾大宇资讯发布消息，本作的台湾地区预售于2011年5月23日开始至6月22日结束，同时也公开了台湾区平装版以及限量典藏版的产品内容。公布的限量典藏版内的周边内容与先前大宇举办的仙剑五周边调查活动票选结果有所出入。5月30日，大宇再度发布新闻稿，称为了确保典藏版品质以及降低延期交付之风险，限量典藏版的预购于2011年6月6日截止，但平装版的预购截止期限不变，仍为先前的6月22日。
同年6月10日，中国百游公司发布新闻稿，中国大陆《仙剑奇侠传五》的预售工作从6月16日开始，并且同时开放了仙剑商城、公布了官方认证销售商。而备受玩家关注的官方淘宝店，却并未随此次预售的开启而开启。此外，因部分玩家心存顾虑，提前在非官方授权网店预购仙剑五，而导致玩家上当受骗的情况也有发生。同月16日，中国大陆区预售如期开始，但玩家的反应过于热烈，曾一度造成官方网站流量过大继而瘫痪，这使预售网页出现无法登录的情况。
截止2011年8月18日据官方统计，《仙剑奇侠传五》的正版销售量已经突破100万套，其主要来自于网络数字版的销售。游戏官方对此业绩表示“非常漂亮”，《仙剑奇侠传五》中国大陆代理商百游公司的副总裁彭蛟斌在微博剃頭慶祝。同月29日，百游汇通发布公告，正式销毁用于制作小蛮手办周边和龙幽Q版小手办周边的模具，并提供了一段销毁过程的视频，同时宣布标准版和豪华版停产，“柔情包”的营销工作正式展开。2011年11月24日，百游再次宣布销毁唐雨柔手办模具，柔情版也同时停产。2012年1月上的《大众软件》在《2011单机游戏市场整体分析》的文中提到，仙剑5的销量已达115万。
2012年3月，百游宣布发售新的仙剑5标准版，即完全版。相对于首发的标准版，这个版本增加了所有的补丁、配音、和DLC，公仔换成了云凡的，售价依然是人民币79元。新的标准版采用了双封面：云凡雨柔的情相思主题封面（杨迪绘制），和龙幽小蛮的意难忘主题封面（谢宇丹绘制）。同年6月底，百游再次宣布发售仙剑5的周年纪念版，也是仙剑5的最后一个游戏版本。此版本限量5000套，每套售价599人民币，包含龙幽的大手办和蜀山七圣的小手办，还有小蛮等身抱枕，七夕主题水晶画等共计近20件周边产品。该版本预售成绩相当不错，几天之后，百游仙五项目负责人彭蛟斌便宣布官方淘宝和卓越已经预售告罄。
2013年1月15日，在《仙剑奇侠传五前传》发售当日，台湾大宇资讯发布新闻稿，宣布《仙剑五》总销量已超过130万套，創造了華人單機遊戲的最高銷售記錄。

## 所获奖项
- 2011中国CGDC最佳3D美术入围奖 [35]
- 2011年度中国游戏产业年会(CGIAC)---2011年度十大最受欢迎的单机游戏 [36]
- 台湾游戏基地（gamebase）“2011年度风云PC 单机游戏”金奖  [37]
- 台湾游戏网站巴哈姆特游戏2012年度“人气电脑单机游戏银赏奖”和“人气国产游戏金赏奖”[38]。
- 2012年11月《仙剑奇侠传五》获得2012年度CGDA大赛最佳游戏音乐制作奖优秀奖。[39]。

## 相关产品

### 仙劍奇俠傳五·劍傲丹楓
2012年2月，大宇宣布仙剑5登陆iOS平台，同时支持iPod touch 4、iPhone 4、iPhone 4s、iPad 、iPad2、The new iPad。本作由台北行動平台研發團隊開發，名为《劍傲丹楓》，剧情取材于仙剑5前段：从姜云凡遇见唐雨柔，到丹枫谷打完冰麒麟为止。跟PC版本不同的是，本作采用即时战斗的模式。

### 漫画
由IP君执笔，于《天漫》2011年10月号（2011年10月5日发行）起连载，由天闻角川通过湖南美术出版社发行出版单行本。
1. 青荷镇篇 ISBN 978-7-5356-5670-4 2012年11月20日預定。

## 外部連結
- 官方网站